# Valery Ponomarev
Valery Ponomarev (auch Valerij Ponomarew; russisch Валерий Михайлович Пономарёв ‚Waleri Michailowitsch Ponomarjow‘; * 20. Januar 1943 in Moskau) ist ein aus Russland stammender US-amerikanischer Jazz-Trompeter und Flügelhornist des Hardbop. Als erster russischer Jazzmusiker machte er sich in den Vereinigten Staaten einen Namen.

## Leben und Wirken
Ponomarev studierte in Moskau Musik. Fasziniert von Clifford Brown, dessen Platten er auf dem Schwarzmarkt entdeckte, wechselte er vom Schlagzeug zur Trompete. Er spielte von 1964 bis 1969 in Jazzclubs und mit durchreisenden amerikanischen Solisten wie Gerry Mulligan, Charles Lloyd und Keith Jarrett. Sein Hard Bop kam in der sowjetischen Jazzszene allerdings nicht gut an.
Er zog 1973 in die USA, wo er zunächst in Clubs arbeitete, bis ihn Art Blakey verpflichtete. Seit 1979 hält er die US-Staatsbürgerschaft. Er spielte von 1974 bis 1980 bei dessen Jazz Messengers. Mit ihnen tourte er mehrmals durch Europa sowie durch Japan und Brasilien, trat auf dem Montreux sowie dem North Sea Jazz Festival auf und war an der Einspielung mehrerer Alben beteiligt. Im Jahr 1981 gründete er ein eigenes Quintett, Universal Language. 1985 erschien das erste Album unter eigenem Namen, Means of Identification, 1991 nahm er mit Gastmusikern wie Joe Henderson und Kenny Barron das Album Profile auf. Daneben wirkte Ponomarev an Alben von Art Blakey, David White (1993), der Formation Ugetsu (1998/99) und Roger Kellaway (1986) mit und arbeitete mit Kenny Washington, Lee Konitz, Joe Morello, Frank Foster, Joe Farrell, Pepper Adams und Paquito D’Rivera.
Seine Haupteinflüsse des Hardbop-Trompeters sind Clifford Brown, Lee Morgan und Freddie Hubbard. Nach dem Urteil von Leonard Feather zählt er zu den wichtigsten Beiträgen der Sowjetunion zum amerikanischen Jazz.

## Auswahldiskographie
- 1985: Means of Identication (Reservoir)
- 1985: Trip to Moscow (Reservoir) mit Ralph Moore
- 1991: Profile (Reservoir)
- 1993: Live at Sweet Basil (Reservoir) mit John Hicks
- 1997: A Star to You (Reservoir) mit Bob Berg, Sid Simmons, Billy Hart
- 2001: The Messenger
- 2020: Our Father Who Art Blakey: The Centennial (Summit)